# Spindalis
A Spindalis a madarak osztályának verébalakúak (Passeriformes) rendjébe és az újvilági poszátafélék (Parulidae) családjába tartozó nem.
Egyes rendszerekben az idesorolt négy fajt Spindalidae néven önálló családba sorolják.

## Rendszerezés
- Spindalis nigricephala
- Spindalis dominicensis
- Spindalis portoricensis
- Spindalis zena